# 足智彩
足智彩是香港賽馬會的足球博彩項目，並由香港賽馬會附屬的香港馬會足球博彩有限公司管理。

## 歷史

### 正式推出
足智彩正式推出並開始接受投注於2003年8月1日，推出當天受注第一場足球賽事是德國甲組聯賽之拜仁慕尼黑對法蘭克福（球賽編號：星期五 1）。當時香港賽馬會主席夏佳理亦有下注是場賽事，並購買了「主客和」中的「和」（即打和）和「波膽」中的「2:2」各一張，可惜事與願違，最終由拜仁慕尼黑於全場賽事以3:1勝出。
2022年7月19日，香港賽馬會正式推出全新足球博彩系統，提供更優質的投注服務及體驗。

## 金額
除了以「讓球盤」為基礎的彩池投注港幣最低金額為200元之外，其它彩池每注最低金額為港幣10元。

## 接受之博彩項目

### 投注種類（固定賠率）
| 種類                  | 方法 | 備註                                                      |
| 主客和                | 一場球賽之全場賽果是主勝、客勝或打和。 |                                                           |
| 半場主客和            | 投注一場球賽之上半場賽果是主勝、客勝或打和。 |                                                           |
| 讓球主客和            | 一場球賽經讓球調整後的全場賽果是主勝、客勝或打和。 | 2025年1月13日起舉行的賽事會設有加時時段即場投注（如適用） |
| 讓球主客和            | 「讓球主客和」投注有兩個玩法作為例子：第一個例子是主隊讓一球（-1），如果主隊於一場球賽之全場賽果中以2:0擊敗客隊，主隊於「讓球主客和」投注中勝出；如果主隊於一場球賽之全場賽果中以1:0或2:1擊敗客隊，視作「讓球主客和」投注中的打和。第二個例子是客隊受讓一球（+1），如果客隊於一場球賽之全場賽果中打和或擊敗主隊，客隊於「讓球主客和」中勝出。 | 2025年1月13日起舉行的賽事會設有加時時段即場投注（如適用） |
| 讓球                  | 一場球賽經讓球調整後的全場賽果是主勝或客勝。 | 俗稱亞洲盤                                                |
| 半場讓球              | 一場球賽經讓球調整後的上半場賽果是主勝或客勝。 | 2025年1月13日起舉行的賽事開始提供                         |
| 開出角球讓球          | 投注一場球賽經讓球調整後的全場角球賽果是主勝或客勝。 |                                                           |
| 半場開出角球讓球      | 投注一場球賽經讓球調整後的上半場角球賽果是主勝或客勝。 |                                                           |
| 大細                  | 一場球賽中兩隊的全場入球總數，多於或少於指定的「球數」。 |                                                           |
| 大細                  | 「入球大細」投注設有「球數」（即中位數），例如「球數」為2.5球，即兩隊的入球總數多於2.5球（3球及3球以上）為「大」，入球總數少於2.5球（3球以下）為「細」（小）。前請查閱「球數」。 |                                                           |
| 半場大細              | 一場球賽中兩隊的上半場入球總數，多於或少於指定的「球數」。 |                                                           |
| 半場大細              | 「半場入球大細」投注設有「球數」（即中位數），例如「球數」為1.5球，即兩隊的入球總數多於1.5球（2球及2球以上）為「大」，入球總數少於1.5球（2球以下）為「細」（小）。前請查閱「球數」。 |                                                           |
| 開出角球大細          | 投注一場球賽中兩隊全場合共開出的角球總數，多於或少於指定的「角球數」。 |                                                           |
| 開出角球大細          | 「開出角球大細」投注設有「角球數」，例如「角球數」為8.5球，即預測兩隊合共開出的角球總數多於8.5球為「大」，角球總數少於8.5球為「細」（小）。下注前請查閱「角球數」。 |                                                           |
| 半場開出角球大細      | 投注一場球賽中兩隊的上半場合共開出的角球總數，多於或少於指定的「角球數」。 | 部分場次或不設即場投注                                    |
| 波膽                  | 投注一場球賽的全場比數。 |                                                           |
| 波膽                  | 根據2023年9月12日推出波膽新選項後，有五個選項作為例子：第一個例子是主隊勝出的比數，如果主隊勝出的比數為6:0、7:0及以上的話，視作「主其他 (客無入球)」。第二個例子是主隊勝出的比數為4:3、5:3、5:4及以上的話，視作「主其他 (客有入球)」。 第三個例子是客隊勝出的比數，如果客隊勝出的比數為0:6、0:7及以上的話，視作「客其他 (主無入球)」。第四個例子是客隊勝出的比數，如果客隊勝出的比數為3:4、3:5、4:5及以上的話，視作「客其他 (主有入球)」。 第五個例子是是打和的比數，如果打和的比數僅4:4及4:4以上的話，視作「和其他」。 |                                                           |
| 半場波膽              | 一場球賽的上半場比數。 |                                                           |
| 半場波膽              | 根據2023年9月12日推出波膽新選項後，有五個選項作為例子：第一個例子是主隊勝出的比數，如果主隊勝出的比數為6:0、7:0及以上的話，視作「主其他 (客無入球)」。第二個例子是主隊勝出的比數為4:3、5:3、5:4及以上的話，視作「主其他 (客有入球)」。 第三個例子是客隊勝出的比數，如果客隊勝出的比數為0:6、0:7及以上的話，視作「客其他 (主無入球)」。第四個例子是客隊勝出的比數，如果客隊勝出的比數為3:4、3:5、4:5及以上的話，視作「客其他 (主有入球)」。 第五個例子是是打和的比數，如果打和的比數僅4:4及4:4以上的話，視作「和其他」。 |                                                           |
| 半全場                | 投注一場球賽中上半場及全場賽果是主勝、客勝或打和。 |                                                           |
| 半全場                | 「半全場」投注之選項中，前方為上半場的主客和賽果，後方為全場的主客和賽果。「主」代表主勝，「和」則代表打和，「客」則代表客勝。例如：「主-客」即代表上半場的主勝、全場的客勝。 |                                                           |
| 單雙                  | 一場球賽中兩隊的全場入球總數為單數或雙數，0球為雙數。 |                                                           |
| 總                    | 一場球賽中兩隊的全場入球總數，7球及7球以上則歸納為一注「7+」。 | 於2024年6月1日起的賽事提供即場投注                        |
| 第一隊                | 投注主隊或客隊於全場比賽中獲得第一個入球或無入球。 |                                                           |
| 首名                  | 投注一場球賽中最先入球的球員（不包括烏龍球），同時設有投注選項「無首名入球」。 |                                                           |
| 先發事件 （特別項目） | 預測賽事中指定一位球員的首項發生事件，選項包括被罰黃牌，被罰紅牌，開角球，入球，被換出或沒有事件發生。 |                                                           |

- 全部球賽提供：主客和、半場主客和、讓球主客和、入球大細、半場入球大細、波膽、半場波膽、半全場、入球單雙、總入球、第一隊入球

- 個別球賽提供：全場/半場讓球、半場/全場開出角球大細、首名入球、先發事件（特別項目）

### 投注種類（杯賽）
| 投注種類   | 方法 | 備註     |
| 小組首名   | 在大型盃賽時，競猜其中一組是小組第一名。 | 設有過關 |
| 小組一二名 | 在大型盃賽時，競猜其中一組的第一名和第二名的球隊。                                                                                                 | 設有過關 |
|            | 在大型盃賽時，比賽中進球最多之球員。 |          |
| 冠軍       | 競猜哪些聯賽／杯賽的冠軍隊伍。如為單場比賽或賽事決賽，將取代「晉級隊伍」方式投注                                                                   |          |
| 決賽組合   | 競猜個別杯賽中，進入決賽的兩隊。 |          |
| 晉級隊伍   | 競猜個別賽事階段中，最後勝出該階段的隊伍。如為雙循環賽事，僅於第二場賽事接受投注。如為單場比賽或賽事決賽，由「冠軍」取代，如為賽事季軍戰，不設受注 |          |

### 過關
香港賽馬會目前接受足智彩之「過關」投注，適用於「主客和」、「半場主客和」、「讓球主客和」、「讓球」、「入球大細」、「半場入球大細」、「角球大細」、「波膽」、「半場波膽」、「第一隊入球」、「總入球」、「入球單雙」、「半全場」及「首名入球」，有以下三種過關：
「過關」投注：選出相同彩池過關，關次為最多8關；如果選出「波膽」、「半場波膽」、「半全場」或「首名入球」過關，關次為最多6關。
「混合過關」投注：選出2種或以上不同彩池過關，關次為最多8關；如果某投注之注項含有「波膽」、「半場波膽」、「半全場」或「首名入球」，關次為最多6關。
「同場過關」投注：2022年9月推出，提供同一場球賽內的過關選項，所預設的選項由2至3關組成。過關的選項會由「主客和」、「入球大細」、「開出角球大細」及「首名入球」等不同的現有投注種類組成。

### 即場
當球賽於香港境內的電視台或串流平台（如YouTube、FIFA+）提供直播，球賽或提供即場投注。此外香港賽馬會亦提供「足智即場睇」和「GoalX足球直播」服務，讓客戶在登入香港賽馬會網上投注戶口後收看比賽，這些球賽通常於香港並無電視台或串流平台購入轉播權，球賽僅在香港境內收看。
| 種類                      | 方法 |
| ------------------------- | --- |
| 主客和                    | 一場球賽之全場賽果是主勝（即主隊勝出）、客勝（即客隊勝出）或打和。 |
| 半場主客和                | 投注一場球賽的上半場賽果是主勝、客勝或打和。 |
| 入球大細（全場/半場）     | 投注一場球賽中兩隊的入球總數，多於或少於指定的「球數」，設有全場及上半場選項 |
| 開出角球大細（全場/半場） | 投注一場球賽中兩隊合共開出的角球總數，多於或少於指定的「角球數」，設有全場及上半場選項 |
| 下一隊                    | 投注一場球賽中，主隊或客隊獲得下一個或無。 |
| 總入球                    | 一場球賽中兩隊的全場入球總數，7球及7球以上則歸納為一注「7+」。 |
| 晉級隊伍                  | 投注主隊或客隊能晉級下一輪賽事。 |
| 冠軍                      | 於盃賽總決賽以及單場錦標賽（如歐洲超級盃），投注那隊能奪得冠軍。 |
| 讓球主客和                | 一場球賽經讓球調整後的全場賽果是主勝、客勝或打和。其讓賽數字一定不可能是等於主客和的「0」。 |
| 讓球（全場/半場）         | 一場球賽經讓球調整後的賽果是主勝或客勝。即場的「讓球數」及賠率會因應球賽發展情況而與賽前投注或有出入；同時，派彩將根據法定比賽時間的賽果並以「讓球數」調整後之結果為準，並非以下注一刻時的比數作調整；設有全場及上半場選項 |

## 過去存在之彩池
- 套餐主客和
- 孖寶半全膽
- 六寶半全場
- 八寶半全場
- 中場（主客和、波膽）
- 帽子戲法（特別項目）
- 反敗為勝（特別項目）

## 現有接受之賽事
目前球隊賽事涵蓋了絕大多數主流國家的男子聯賽及盃賽，以及個別國家的女子聯賽及盃賽，而國際賽事亦包括女子比賽。
唯現時法例下，涉及港超聯球隊（主要包括港超聯球隊參與亞冠精英聯賽或亞冠盃2的賽事）、香港足球代表隊（不論性別及年齡限制的比賽）、U21以下的比賽場次或在香港境內進行的賽事（不論對賽隊伍是否包括香港的隊伍）均不設受注。如有香港球員代表非香港球隊參賽則不受此限。
另外，即使該賽事是屬受注比賽，但亦會因沒有電視直播、缺乏知名度或者沒有足夠人手應付等原因，而只會提供賽前投注，主要涉及拉丁美洲和北歐國家的男子頂級足球聯賽、主流國家的男子次級聯賽和盃賽、女子足球聯賽和盃賽；歐聯、歐霸及歐協聯的外圍賽、附加賽及聯賽階段的非焦點賽事亦包括在內。

## 可投注賽事
為避免與比賽的註冊商標有衝突，香港賽馬會會使用賽事簡稱，並不會使用全稱。例如國際足協世界盃僅稱為「世盃」，除新聞報導外，不會稱為「世界盃」。「英超」於英文版上只顯示為「Eng Premier」等。
| 賽事名稱                   | 賽事名稱                | 備註 |
| 全稱                       | 簡稱                    | 備註 |
| -------------------------- | ----------------------- | --- |
| 聯賽                       |                         | |
| 英格蘭超級聯賽             | 英超                    | 於2003年8月16起獲足智彩受注，首場受注賽事為「伯明翰對熱刺」 |
| 英格蘭冠軍聯賽             | 英冠                    | 包括季後升留班附加賽賽事 |
| 英格蘭甲組聯賽             | 英甲                    | 包括季後升留班附加賽賽事 |
| 英格蘭乙組聯賽             | 英乙                    | 包括升留班附加賽賽事現時只受注部分賽事 |
| 女子英格蘭超級聯賽         | 女子英超                | 於2024年9月21起獲足智彩受注，首場受注賽事為「車路士女足對阿士東維拉女足」現時只受注部分賽事 |
| 蘇格蘭超級聯賽             | 蘇超                    | |
| 女子蘇格蘭超級聯賽         | 女子蘇超                | 於2024年10月13起獲足智彩受注，首場受注賽事為「赫斯女足對些路迪女足」現時只受注部分賽事 |
| 西班牙甲組聯賽             | 西甲                    | 於2003年8月31起獲足智彩受注，首場受注賽事為「 皇家馬德里對貝迪斯」 |
| 西班牙乙組聯賽             | 西乙                    | 包括升留班附加賽賽事 |
| 女子西班牙甲組聯賽         | 女子西甲                | 於2024年10月12起獲足智彩受注，首場受注賽事為「皇家蘇斯達女足對貝迪斯女足」現時只受注部分賽事 |
| 意大利甲組聯賽             | 意甲                    | 於2003年8月30起獲足智彩受注，首場受注賽事為「里賈納對森多利亞」 |
| 女子意大利甲組聯賽         | 女子意甲                | 於2024年9月15起獲足智彩受注，首場受注賽事為「森多利亞女足對拉素女足」現時只受注部分賽事 |
| 法國甲組聯賽               | 法甲                    | 包括季後升降班附加賽賽事 |
| 法國乙組聯賽               | 法乙                    | 包括季後升留班附加賽賽事於2011年10月15日起獲足智彩受注，首場受注賽事為「阿勒斯對艾米恩斯」 |
| 女子法國甲組聯賽           | 女子法甲                | 於2024年10月12起獲足智彩受注，首場受注賽事為「迪安女足對里昂女足」現時只受注部分賽事 |
| 德國甲組聯賽               | 德甲                    | 於2003年8月1起獲足智彩受注，首場受注賽事為「拜仁慕尼黑對法蘭克福」包括季後升降班附加賽賽事 |
| 德國乙組聯賽               | 德乙                    | 包括季後升留班附加賽賽事 |
| 女子德國甲組聯賽           | 女子德甲                | 於2024年9月14起獲足智彩受注，首場受注賽事為「拜仁慕尼黑女足對RB萊比錫女足」現時只受注部分賽事 |
| 荷蘭甲組聯賽               | 荷甲                    | 包括季後荷蘭聯賽附加賽賽事 |
| 荷蘭乙組聯賽               | 荷乙                    | 包括季後荷蘭聯賽附加賽賽事於2011年10月15日起獲足智彩受注，首場受注賽事為「阿高夫對安曼」 |
| 女子荷蘭甲組聯賽           | 女子荷甲                | 於2024年10月13起獲足智彩受注，首場受注賽事為「飛燕諾女足對烏德勒支女足」現時只受注部分賽事 |
| 葡萄牙超級聯賽             | 葡超                    | |
| 比利時甲組聯賽             | 比甲                    | 包括季後附加賽賽事曾於2006年1月停止受注，後於2016年1月16日起獲足智彩恢復受注，首場恢復受注賽事為「亨克對華雷根」                                                                                       |
| 挪威超級聯賽               | 挪超                    | |
| 女子挪威超級聯賽           | 女子挪超                | 於2024年9月11起獲足智彩受注，首場受注賽事為「洛亞女足對華拉倫加女足」現時只受注部分賽事 |
| 瑞典超級聯賽               | 瑞超                    | |
| 女子瑞典超級聯賽           | 女子瑞超                | 於2024年9月7起獲足智彩受注，首場受注賽事為「洛辛加特女足對布洛馬波卡納女足」現時只受注部分賽事 |
| 芬蘭超級聯賽               | 芬超                    | 於2005年5月17日起獲足智彩受注，首場受注賽事為「阿里安斯對古迪比」曾於2005年10月停止受注，後於2022年8月13日起獲足智彩恢復受注，首場恢復受注賽事為「伊斯韋斯對漢卡」包括季後附加賽賽事現時只受注部分賽事 |
| 俄羅斯超級聯賽             | 俄超                    | 包括季後升降班附加賽賽事於2014年8月2日起獲足智彩受注，首場受注賽事為「烏拉爾對摩度維亞」 |
| 女子俄羅斯超級聯賽         | 女子俄超                | 於2025年5月10起獲足智彩受注，首場受注賽事為「莫斯科火車頭女足對卡斯洛達女足」現時只受注部分賽事 |
| 日本職業聯賽               | 日職                    | 包括季後升降班附加賽賽事 |
| 日本乙組聯賽               | 日乙                    | 包括季後升留班附加賽賽事於2008年4月12日起獲足智彩受注，首場受注賽事為「福岡黃蜂對FC岐阜」 |
| 女子日本職業聯賽           | 女子日職                | 於2024年9月14起獲足智彩受注，首場受注賽事為「神戶雌獅女足對廣島三箭女足」現時只受注部分賽事 |
| 南韓職業聯賽               | 韓職                    | 包括季後升降班附加賽賽事於2008年4月12日起獲足智彩受注，首場受注賽事為「全北汽車對FC大邱」曾於2011年3月停止受注，後於2016年7月9日起獲足智彩恢復受注，首場恢復受注賽事為「FC首爾對蔚山現代」             |
| 女子南韓職業聯賽           | 女子韓職                | 於2024年11月5起獲足智彩受注，首場受注賽事為「水原FC女足對華川FC女足」現時只受注部分賽事包括季後賽賽事                                                                                                  |
| 澳洲職業聯賽               | 澳職                    | 於2008年8月15日起獲足智彩受注，首場受注賽事為「紐卡素噴射機對中岸水手」包括季後賽賽事 |
| 女子澳洲職業聯賽           | 女子澳職                | 於2024年11月1起獲足智彩受注，首場受注賽事為「西部聯女足對威靈頓鳳凰女足」包括季後賽賽事 |
| 巴西甲組聯賽               | 巴甲                    | |
| 女子巴西甲組足球聯賽       | 女子巴甲                | 於2025年4月15起獲足智彩受注，首場受注賽事為「富明尼斯女足對哥連泰斯女足」現時只受注部分賽事 |
| 巴西聖保羅州聯賽           | 巴保聯                  | |
| 女子巴西聖保羅州聯賽       | 女子巴保聯              | 於2025年5月15起獲足智彩受注，首場受注賽事為「彭美拉斯女足對費路維拉亞女足」現時只受注部分賽事 |
| 美國職業聯賽               | 美職                    | 包括季後賽賽事於2007年6月3日起獲足智彩受注，首場受注賽事為「FC多倫多對科羅拉多急流」 |
| 女子美國職業聯賽           | 女子美職                | 於2024年9月7起獲足智彩受注，首場受注賽事為「天使城女足對西雅圖女王女足」現時只受注部分賽事 |
| 阿根廷甲組聯賽             | 阿甲                    | 於2010年1月30日起獲足智彩受注，首場受注賽事為「葛度爾古斯對甘拿斯亞」 |
| 墨西哥超級聯賽             | 墨超                    | 於2014年7月19日起獲足智彩受注，首場受注賽事為「克雷塔羅對普馬斯」包括季後賽賽事 |
| 墨西哥甲組聯賽             | 墨甲                    | 於2024年7月27日起獲足智彩受注，首場受注賽事為「雲拿度斯對特帕蒂特蘭」現時只受注部分賽事 |
| 女子墨西哥超級聯賽         | 女子墨超                | 於2024年9月9起獲足智彩受注，首場受注賽事為「利昂女足對迪祖亞拿女足」現時只受注部分賽事包括季後賽賽事                                                                                                   |
| 智利甲組聯賽               | 智甲                    | 於2014年7月20起獲足智彩受注，首場受注賽事為「聖馬高斯對高路高路」 |
| 卡塔爾超級聯賽             | 卡塔爾超                | 於2024年8月9日起獲足智彩受注，首場受注賽事為「艾雷恩對烏姆沙拉爾」 |
| 沙特阿拉伯職業聯賽         | 沙特職                  | 於2024年8月23起獲足智彩受注，首場受注賽事為「艾塔亞文對艾費哈」 |
| 阿聯酋職業聯賽             | 阿聯酋職                | 於2025年8月16起獲足智彩受注，首場受注賽事為「沙比阿爾阿里對艾迪哈夫拉」現時只受注部分賽事 |
| 盃賽                       |                         | |
| 英格蘭聯賽盃               | 英聯盃                  | |
| 女子英格蘭聯賽盃           | 女子英聯盃              | 現時只受注部分賽事 |
| 英格蘭足總盃               | 英足盃                  | 於淘汰賽初期階段只受注部分賽事 |
| 女子英格蘭足總盃           | 女子英足盃              | 現時只受注部分賽事 |
| 英格蘭社區盾               | 社區盾                  | |
| 英格蘭聯賽錦標             | 英錦賽                  | 只受注部分賽事，涉及U21球隊之賽事不供投注 |
| 蘇格蘭聯賽盃               | 蘇聯盃                  | 於賽事初期階段只受注部分賽事 |
| 女子蘇格蘭聯賽盃           | 女子蘇聯盃              | 現時只受注部分賽事 |
| 蘇格蘭足總盃               | 蘇足盃                  | 於淘汰賽初期階段只受注部分賽事 |
| 女子蘇格蘭足總盃           | 女子蘇足盃              | 現時只受注部分賽事 |
| 法國足總盃                 | 法足盃                  | 於淘汰賽初期階段只受注部分賽事 |
| 女子法國盃                 | 女子法盃                | 現時只受注部分賽事 |
| 法國冠軍盃                 | 法冠盃                  | |
| 德國盃                     | 德盃                    | 於淘汰賽初期階段只受注部分賽事 |
| 女子德國盃                 | 女子德盃                | 現時只受注部分賽事 |
| 德國超級盃                 | 德超盃                  | |
| 意大利盃                   | 意盃                    | 於淘汰賽初期階段只受注部分賽事 |
| 女子意大利盃               | 女子意盃                | 現時只受注部分賽事 |
| 意大利超級盃               | 意超盃                  | |
| 女子意大利超級盃           | 女子意超盃              | |
| 西班牙盃                   | 西盃                    | 於淘汰賽初期階段只受注部分賽事 |
| 女子西班牙盃               | 女子西盃                | 現時只受注部分賽事 |
| 西班牙超級盃               | 西超盃                  | |
| 女子西班牙超級盃           | 女子西超盃              | |
| 葡萄牙聯賽盃               | 葡聯盃                  | 於淘汰賽初期階段只受注部分賽事 |
| 葡萄牙盃                   | 葡盃                    | 於淘汰賽初期階段只受注部分賽事 |
| 葡萄牙超級盃               | 葡超盃                  | |
| 荷蘭盃                     | 荷盃                    | 於淘汰賽初期階段只受注部分賽事 |
| 女子荷蘭盃                 | 女子荷盃                | 現時只受注部分賽事 |
| 荷蘭超級盃                 | 荷超盃                  | |
| 比利時盃                   | 比盃                    | 於淘汰賽初期階段只受注部分賽事 |
| 比利時超級盃               | 比超盃                  | |
| 挪威盃                     | 挪盃                    | 於淘汰賽初期階段只受注部分賽事 |
| 女子挪威盃                 | 女子挪盃                | 現時只受注部分賽事 |
| 挪威超級盃                 | 挪超盃                  | |
| 瑞典盃                     | 瑞盃                    | 於淘汰賽初期階段只受注部分賽事 |
| 女子瑞典盃                 | 女子瑞盃                | 現時只受注部分賽事 |
| 芬蘭盃                     | 芬盃                    | 足智彩以「盃賽」代表是項賽事現時只受注部分賽事 |
| 芬蘭聯賽盃                 | 芬聯盃                  | 足智彩以「盃賽」代表是項賽事現時只受注部分賽事 |
| 俄羅斯盃                   | 俄盃                    | 於淘汰賽初期階段只受注部分賽事 |
| 俄羅斯超級盃               | 俄超盃                  | |
| 女子俄羅斯盃               | 女子俄盃                | 現時只受注部分賽事 |
| 日本聯賽盃                 | 日聯盃                  | |
| 女子日本聯賽盃             | 女子日聯盃              | 現時只受注部分賽事 |
| 日本天皇盃                 | 天皇盃                  | 於淘汰賽初期階段只受注部分賽事 |
| 日本皇后盃                 | 日皇后盃                | 現時只受注部分賽事 |
| 日本超級盃                 | 日超盃                  | |
| 南韓足總盃                 | 韓足盃                  | 於淘汰賽初期階段只受注部分賽事 |
| 澳洲足總盃                 | 澳足盃                  | 於淘汰賽初期階段只受注部分賽事 |
| 巴西盃                     | 巴西盃                  | |
| 巴西超級盃                 | 巴超盃                  | 足智彩以「盃賽」代表是項賽事 |
| 阿根廷盃                   | 阿根廷盃                | 於淘汰賽初期階段只受注部分賽事 |
| 阿根廷超級盃               | 阿超盃                  | |
| 阿根廷冠軍盃               | 阿根廷冠軍盃            | |
| 智利盃                     | 智利盃                  | 於淘汰賽初期階段只受注部分賽事 |
| 智利超級盃                 | 智超盃                  | |
| 墨西哥盃                   | 墨西哥盃                | 於淘汰賽初期階段只受注部分賽事 |
| 墨西哥冠軍盃               | 墨冠盃                  | |
| 女子墨西哥冠軍盃           | 女子墨冠盃              | |
| 墨西哥超級盃               | 墨超盃                  | |
| 美國公開盃                 | 美公盃                  | 於淘汰賽初期階段只受注部分賽事 |
| 沙特阿拉伯超級盃           | 沙特超級盃              | 足智彩以「盃賽」代表是項賽事 |
| 沙特阿拉伯國王盃           | 沙特國王盃              | 現時只受注部分賽事 |
| 卡塔爾星盃                 | 卡塔爾星盃              | 現時只受注部分賽事 |
| 卡塔爾盃                   | 卡塔爾盃                | 足智彩以「盃賽」代表是項賽事現時只受注部分賽事 |
| 卡塔爾王子盃               | 卡塔爾王子盃            | 現時只受注部分賽事 |
| 歐 洲 聯 賽 冠 軍 盃       | 歐聯                    | 包括部分外圍賽賽事 |
| 女 子 歐 洲 聯 賽 冠 軍 盃 | 女子歐聯                | 現時只受注部分賽事 |
| 歐霸盃                     | 歐霸盃                  | 包括部分外圍賽賽事 |
| 歐洲協會聯賽               | 歐協聯                  | 包括部分外圍賽賽事現時只受注部分賽事 |
| 歐洲超級盃                 | 歐洲超級盃              | |
| 亞冠精英盃                 | 亞冠精英盃              | 包括部分外圍賽賽事前稱亞冠盃，於2024/2025年度球季起更名為「亞冠精英盃」 |
| 亞冠盃2                    | 亞冠盃2                 | 包括部分外圍賽賽事前稱亞洲足協盃，於2024/2025年度球季起更名為「亞冠盃2」並獲足智彩受注現時只受注部分賽事                                                                                               |
| 女子亞冠盃                 | 女子亞冠盃              | 現時只受注部分賽事 |
| 中北美洲冠軍盃             | 中北美洲冠軍盃          | |
| 加拿大足球錦標賽           | 加拿大足球錦標賽        | 現時只受注部分賽事足智彩以「球會賽」代表是項賽事 |
| 北美聯賽盃                 | 北美聯賽盃              | 足智彩以「盃賽」代表是項賽事 |
| 南美自由盃                 | 自由盃                  | |
| 南美球會盃                 | 南美球會盃              | |
| 南美超級盃                 | 南美超級盃              | |
| 世界冠軍球會盃             | 世冠盃                  | |
| 大西洋盃                   | 大西洋盃                | 現時只受注部分賽事足智彩以「球會賽」代表是項賽事 |
| 超級聯賽冠軍盃             | 超級聯賽冠軍盃          | 足智彩以「盃賽」代表是項賽事 |
| 國際足協洲際盃             | 國際足協洲際盃          | 足智彩以「盃賽」代表是項賽事現時只受注部分賽事 |
| 國際賽                     |                         | |
| 世界盃                     | 世盃                    | 包括各州部分外圍賽賽事 |
| 女子世界盃                 | 女子世盃                | |
| 世青盃                     | 世青盃                  | |
| 女子世青盃                 | 女子世青盃              | |
| 男子奧運足球比賽           | 男奧足                  | 包括部分外圍賽賽事 |
| 女子奧運足球比賽           | 女奧足                  | 包括部分外圍賽賽事 |
| 歐洲國家盃                 | 歐國盃                  | 包括外圍賽賽事 |
| 女子歐洲國家盃             | 女子歐國盃              | 包括部分外圍賽賽事足智彩以「國際賽」代表外圍賽賽事 |
| U21歐洲國家盃              | U21歐國盃               | 包括部分外圍賽賽事 |
| 歐洲國家聯賽               | 歐國聯                  | |
| 女子歐洲國家聯賽           | 女歐國聯                | 足智彩以「國際賽」代表是項賽事現時只受注部分賽事 |
| U20精英聯賽                | U20精英聯賽             | 足智彩以「國際賽」代表是項賽事現時只受注部分賽事 |
| 美洲國家盃                 | 美洲國家盃              | |
| 女子美洲國家盃             | 女子美洲國家盃          | 足智彩以「國際賽」代表是項賽事現時只受注部分賽事 |
| 美洲金盃                   | 美洲金盃                | 只受注部分賽事 |
| 女子美洲金盃               | 女子美洲金盃            | 足智彩以「盃賽」代表是項賽事包括部份附加賽賽事現時只受注部分賽事 |
| 南美洲青年錦標賽           | 南美青年錦標賽          | 足智彩以「國際賽」代表是項賽事現時只受注部分賽事 |
| U20南美洲女子足球錦標賽    | U20南美洲女子足球錦標賽 | 足智彩以「國際賽」代表是項賽事現時只受注部分賽事 |
| 亞洲盃                     | 亞洲盃                  | 包括部分外圍賽賽事 |
| U20亞洲盃                  | U20亞洲盃               | 足智彩以「國際賽」代表是項賽事現時只受注部分賽事 |
| U23亞洲盃                  | U23亞洲盃               | 包括部分外圍賽賽事足智彩以「國際賽」代表外圍賽賽事 |
| U20女子亞洲盃              | U20女子亞洲盃           | 足智彩以「國際賽」代表是項賽事現時只受注部分賽事 |
| 男子亞運足球比賽           | 男亞足                  | |
| 女子亞運足球比賽           | 女亞足                  | |
| 東亞錦標賽                 | 東亞錦標賽              | |
| 女子東亞錦標賽             | 女子東亞錦標賽          | |
| 東南亞錦標賽               | 東南亞錦標賽            | 現時只受注部分賽事 |
| U23東南亞錦標賽            | U23東南亞錦標賽         | 足智彩以「國際賽」代表是項賽事現時只受注部分賽事 |
| 中亞國家盃                 | 中亞國家盃              | 足智彩以「國際賽」代表是項賽事現時只受注部分賽事 |
| 南亞足球錦標賽             | 南亞錦                  | 足智彩以「國際賽」代表是項賽事現時只受注部分賽事 |
| 女子西亞錦標賽             | 女子西亞錦標賽          | 足智彩以「國際賽」代表是項賽事現時只受注部分賽事 |
| 西亞U23錦標賽              | 西亞U23錦標賽           | 足智彩以「國際賽」代表是項賽事現時只受注部分賽事 |
| 海灣盃                     | 海灣盃                  | 足智彩以「盃賽」代表是項賽事現時只受注部分賽事 |
| 非洲國家盃                 | 非國盃                  | 包括部分外圍賽賽事 |
| 女子非洲國家盃             | 女子非國盃              | 足智彩以「國際賽」代表是項賽事現時只受注部分賽事 |
| 非洲國家錦標賽             | 非國錦標賽              | 足智彩以「國際賽」代表是項賽事現時只受注部分賽事 |
| 非洲運動會                 | 非洲運動會              | 足智彩以「國際賽」代表是項賽事包括男子及女子賽事現時只受注部分賽事 |
| U20非洲國家盃              | U20非洲國家盃           | 足智彩以「國際賽」代表是項賽事現時只受注部分賽事 |
| U23非洲國家盃              | U23非洲國家盃           | 足智彩以「國際賽」代表是項賽事現時只受注部分賽事 |
| 南非洲盃                   | 南非洲盃                | 足智彩以「國際賽」代表是項賽事現時只受注部分賽事 |
| 女子南非洲盃               | 女子南非洲盃            | 足智彩以「國際賽」代表是項賽事現時只受注部分賽事 |
| 中北美洲加勒比海國家聯賽   | 中北美洲聯              | 足智彩以「國際賽」代表是項賽事現時只受注部分賽事 |
| 中北美洲青年冠軍盃         | 中北美洲青年冠軍盃      | 足智彩以「國際賽」代表是項賽事現時只受注部分賽事 |
| U20女子中北美洲冠軍盃      | U20女子中北美洲冠軍盃   | 足智彩以「國際賽」代表是項賽事現時只受注部分賽事 |
| 泛美運動會男子足球賽       | 泛美男足                | 足智彩以「國際賽」代表是項賽事現時只受注部分賽事 |

### 其他受注賽事
個別國家隊，或球會之間進行的友誼賽或盃賽（不包括混合友誼賽）

### 曾受注但不再接受投注／已停辦之賽事
| 賽事名稱   | 賽事名稱   | 停辦年份 | 備註                         |
| 全稱       | 簡稱       | 停辦年份 | 備註                         |
| ---------- | ---------- | -------- | ---------------------------- |
| 盃賽       |            |          |                              |
| 德國聯賽盃 | 德聯盃     | 2007年   |                              |
| 皇家聯賽盃 | 皇家聯賽盃 | 2007年   |                              |
| 圖圖盃     | 圖圖盃     | 2008年   |                              |
| 和平盃     | 和平盃     | 2012年   |                              |
| U22亞洲盃  | U22亞洲盃  | 2016年   | 2016年1月起改為「U23亞洲盃」 |
| 洲際國家盃 | 洲際國家盃 | 2017年   |                              |
| 法國聯賽盃 | 法聯盃     | 2020年   |                              |
| 國冠盃     | 國冠盃     | 2020年   |                              |

## 派彩
派彩是有一定上限。按现时规则，若某投注的预计奖金过高，将被拒绝下注。过去，这些上限较低，且无防错设计，出过争议。
香港賽馬會在2023年推出「派彩快」服務，讓投注人士在賽事期間提早收取派彩，或止蝕離場。即使事後賽如何，也不會影響已提早派彩的金額。
| 條件                           | 派彩1       |
| ------------------------------ | ----------- |
| 投注單場賽事並中獎                 | $5,000,000  |
| 投注過關定為兩關至五關皆中獎       | $5,000,000  |
| 投注過關定為超過六關皆中獎         | $10,000,000 |
| 1 以港幣為準，但不能超過上限。 |             |

## 規範博彩
和其他投注方式一樣，香港特別行政區的規範博彩規定（例如未滿18歲或身穿校服、非香港居民而處於香港境外的人士不得投注等）全部適用於足智彩。
在馬會從事受薪工作的人士（不論屬哪個部門或全職/兼職），過去不可投注足智彩的任何項目。隨馬會於2011年起局部放寬員工對彩池制投注（包括賽馬及六合彩）的限制後，自2012年起，有限度允許部分員工參加兩個彩池制（六寶半全場及孖寶半全膽）的投注，但隨著這兩項彩池先後取消，現時並無平分彩池足球博彩彩池。

## 軼事
2017年7月20日，馬會足智彩發生派錯彩事件，事件涉及一場韓職賽事，由全北汽車對FC光州，最終賽果應是全北汽車以3比1勝出，但馬會卻對「4:1」進行了派彩。後來足智彩在凌晨時份修正派彩為「3:1」，而使用投注戶口投注「4:1」的投注者則被馬會扣回金錢。
2021年10月31日，馬會足智彩再度發生派錯彩事件，事件涉及一場美職聯賽事，由國際邁亞密主場對紐約城，最終賽果應是客隊紐約城以1：3比數勝出，惟初時馬會網站顯示主隊國際邁亞密以3：1勝出，並派彩至投注戶口。其後足智彩將結果比數更正，並一度將原本已派彩投注戶口扣回彩金，但後來足智彩對「1:3」及「3:1」 為全場賽果的注項均進行派彩。
2023年6月13日，馬會足智彩推出「主其他（客零入球）」及「客其他（主零入球）」兩個新波膽選項供投注。6月15日，在一場國際友誼賽日本對蕯爾瓦多的賽事中，最終賽果為日本勝出6比0，根據過去慣例，投注「主其他」波膽之選項應獲派彩，但馬會足智彩當天公佈賽果為「主其他（客零入球）」，令投注「主其他」選項的球迷一度不獲派彩，引發球迷們相當不滿。馬會隨即在翌日凌晨宣佈暫停兩個新波膽投注選擇，原因是客戶尚未完全了解，並決定對該場賽事中，投注「主其他」波膽的客戶酌情退款。2023年6月16日，馬會足智彩以「加強宣傳工作」為藉口，暫停所有賽事「波膽」及「半場波膽」之投注選擇。最終馬會在9月12日重推波膽，把「主其他」分拆為「主其他（客無入球）」、「主其他（客有入球）」，和「客其他」分拆「客其他（主無入球）」及「客其他（主有入球）」。
2024年7月24日舉行的奧運男子足球阿根廷對摩納哥比賽，阿根廷於下半場補時16分鐘射入2比2的入球，引發球場內的混亂，包括有球迷闖入球場，球證決定暫停比賽。但由於暫停一段時間未有繼續，香港賽馬會也誤以為球賽已經結束，並就「2比2」結果相關選項進行派彩。不過球賽於兩小時後重新開賽，並確定該入球經VAR覆核後為越位，球賽結果以1:2「客隊」勝出結束。多人因提前進行提款，比賽確實後相關投注戶口出現負數。
2025年2月8日英格蘭足總盃第五圈賽事，由主隊奧連特足球會對曼城賽事。於上半場20分鐘時，奧連特以1-0領先時。主客和賠率出現失誤，出現曼城主客和「客勝」80倍派彩。足智彩很快糾正錯誤，結果賽事由曼城以2-1反勝對手。香港賽馬會決定將錯誤賠率照樣派彩。

## 外部連結
- 足智彩官方網站 （页面存档备份，存于）